# Каулсдорф (Зале)
Каулсдорф (њем. Kaulsdorf) општина је у њемачкој савезној држави Тирингија. Једно је од 39 општинских средишта округа Залфелд-Рудолштат. Према процјени из 2010. у општини је живјело 2.850 становника. Посједује регионалну шифру (AGS) 16073038.

## Географски и демографски подаци
Каулсдорф се налази у савезној држави Тирингија у округу Залфелд-Рудолштат. Општина се налази на надморској висини од 240 метара. Површина општине износи 21,7 km². У самом мјесту је, према процјени из 2010. године, живјело 2.850 становника. Просјечна густина становништва износи 131 становника/km².